# Sharafbak
Sharafbak (persiska: شرف بگ, Chīābol, چیابل, شرفبک) är en ort i Iran.   Den ligger i provinsen Lorestan, i den västra delen av landet, 300 km sydväst om huvudstaden Teheran. Sharafbak ligger 1 790 meter över havet och antalet invånare är 314.
Terrängen runt Sharafbak är huvudsakligen kuperad, men åt sydost är den bergig.Runt Sharafbak är det ganska tätbefolkat, med 72 invånare per kvadratkilometer. Närmaste större samhälle är Chaghalvandī, 9,7 km väster om Sharafbak. Trakten runt Sharafbak består i huvudsak av gräsmarker.